# Саут Хејвен (Мичиген)
Саут Хејвен (енгл. South Haven) град је у америчкој савезној држави Мичиген. По попису становништва из 2010. у њему је живело 4.403 становника.

## Демографија
Према попису становништва из 2010. у граду је живело 4.403 становника, што је 618 (12,3%) становника мање него 2000. године.
| Група             | 2000.         | 2010.         |
| Белци             | 4.104 (81,7%) | 3.493 (79,3%) |
| Афроамериканци    | 644 (12,8%)   | 586 (13,3%)   |
| Азијати           | 35 (0,7%)     | 21 (0,5%)     |
| Хиспаноамериканци | 117 (2,3%)    | 169 (3,8%)    |
| Укупно            | 5.021         | 4.403         |